# Ketel (település)
Ketel (románul Chețiu) település Romániában, Erdélyben, Beszterce-Naszód megyében.

## Fekvése
Szamosújvártól keletre, Bödön és Magyarborzás és Apanagyfalu közt fekvő település.

## Története
Ketel nevét 1305-ben említette először oklevél p. Katel néven, mint Apafi birtokot. A Becsegergely nemzetséghez tartozó Apa fiainak osztozásakor 1305-ben a falu Jakabnak jutott. 1330-ban Apa fia Jakab fia Jakab (Apa unokája) itteni részét egy Elefánti Dezsővel szembeni perben Jakabnak ítélték. 1332-ben a pápai tizedjegyzék szerint papja 8 dénár pápai tizedet fizetett.
1587-ben Borzás, Ketelly, 1773-ban Kettyü, 1750-ben Ketyu, 1760-ban Kéthely, 1808-ban Ketely, 1913-ban Ketel neveken említették.
1646-ban Ketely I. Rákóczi György birtoka volt..
1910-ben 323 lakosából 300 román, 14 magyar, 9 német volt. Ebből 199 görögkatolikus, 9 református, 9 izraelita, 5 római katolikus volt. A trianoni békeszerződés előtt Szolnok-Doboka vármegye Kékesi járásához tartozott.